# Wenecja (województwo warmińsko-mazurskie)
Wenecja (niem. Venedien) – wieś w Polsce położona w województwie warmińsko-mazurskim, w powiecie ostródzkim, w gminie Morąg.
W latach 1975–1998 miejscowość należała administracyjnie do województwa olsztyńskiego. Miejscowość leży w historycznym regionie Prus Górnych.

## Części wsi
| SIMC    | Nazwa       | Rodzaj    |
| ------- | ----------- | --------- |
| 0482855 | Morzewko    | osada     |
| 0482849 | Szczuplinki | część wsi |

## Historia
Okolice wsi zamieszkane były przez plemiona Prusów. Z tego okresu zachowały się ślady strażnicy-grodziska, położone 2 km w kierunku południowo-zachodnim od Wenecji, przy północnym brzegu jeziora Bartężek.
Wieś wzmiankowana w dokumentach z roku 1336, jako wieś czynszowa na 70 włókach. Pierwotna nazwa wsi to Venedig. W roku 1782 we wsi odnotowano 33 domy (dymy), natomiast w 1858 w 30 gospodarstwach domowych było 361 mieszkańców. W latach 1937–1939 było 441 mieszkańców. W roku 1973 wieś należały do powiatu morąskiego, gmina Morąg, poczta Słonecznik.

## Inne informacje
Holendry (niem. Holländer Wiese) – łąka położona na południe od wsi Wenecja, nad wschodnią odnogą jeziora Bartężek.
Chlebówka (niem. Klebb Berg) – góra o wysokości 116 m, położona nad jeziorem Bartężek, na południowy zachód od wsi Wenecja.